# Marco Marchetti (politico)
Marco Marchetti (Fano, 26 maggio 1977) è un politico italiano.

## Biografia
Alle elezioni politiche del 2013 viene eletto deputato della XVII legislatura della Repubblica Italiana nella circoscrizione XIV Marche per il Partito Democratico.